# Cryptoperla pentagonalis
Cryptoperla pentagonalis är en bäcksländeart som beskrevs av Peter Zwick och Ignac Sivec 1980. Cryptoperla pentagonalis ingår i släktet Cryptoperla och familjen Peltoperlidae. Inga underarter finns listade i Catalogue of Life.